# نمود تقریب
نمود تقریب که با عنوان‌های احتمالی و آینده نزدیک نیز از آن یاد می‌شود ناظر بر عملی است که در آستانه وقوع بوده است یا در آستانه وقوع است، ولی اتفاق نیفتاده‌است. جمله‌های زیر در زبان فارسی دارای نمود تقریب هستند:
- دارم می‌روم.
- داشتم از ترس سکته می‌کردم.
- دارم می‌افتم دستم را بگیر.
- می‌خواستم دیشب از ترس سکته کنم.